# پاتریک کلوت
پاتریک کلوت (انگلیسی: Patrick Collot؛ زادهٔ ۲۲ ژوئن ۱۹۶۷) بازیکن فوتبال اهل فرانسه است.
از باشگاه‌هایی که در آن بازی کرده‌است می‌توان به باشگاه فوتبال لیل اشاره کرد.